# Aquila Italiana

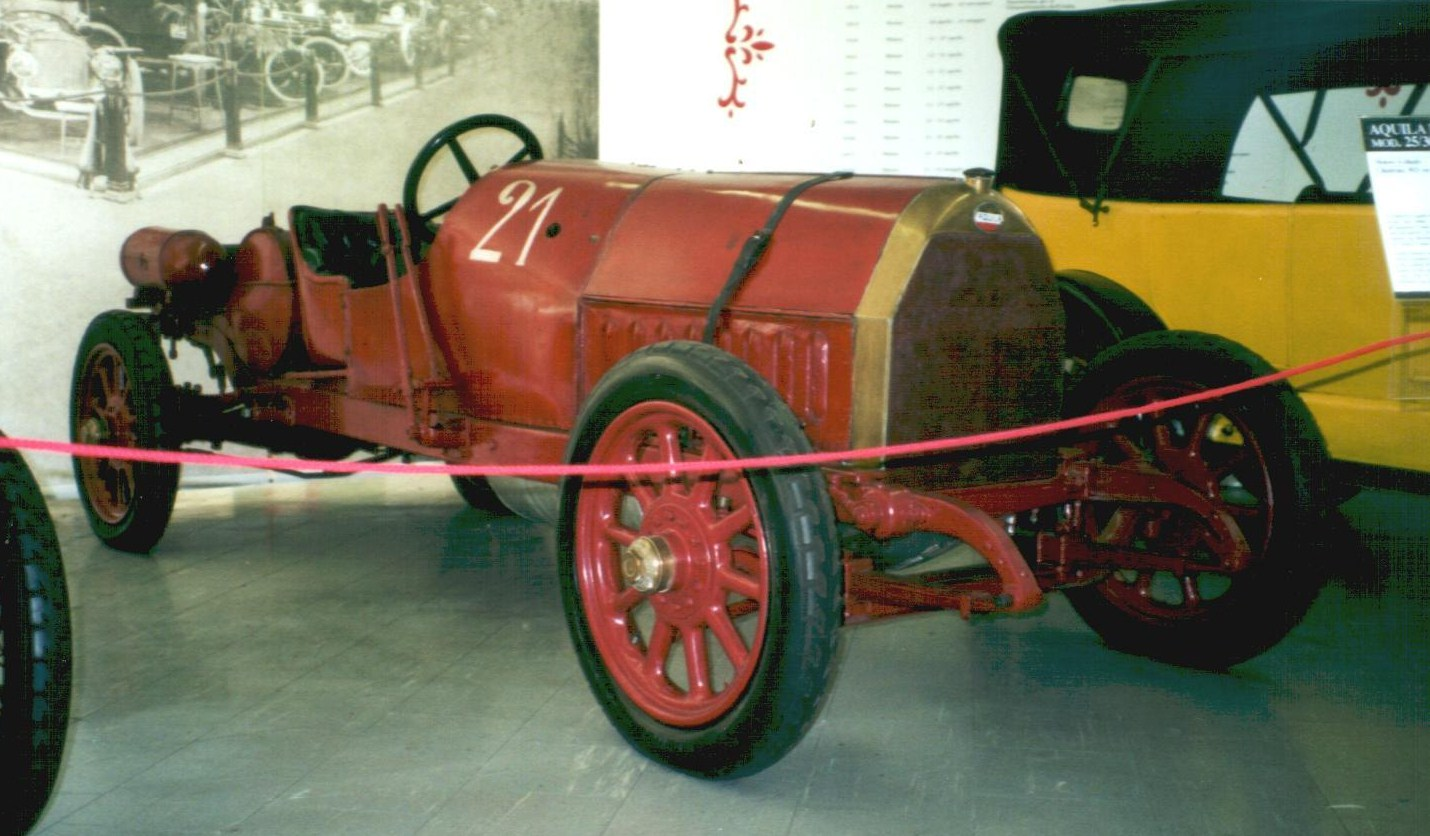
Aquila Italiana von 1912

Aquila Italiana war ein italienischer Hersteller von Automobilen.

## Unternehmensgeschichte
Das Unternehmen Fabbrica d’Automobili Aquila, gegründet von Marchese Giulio Pallavicino und Giulio Cesare Cappa, begann 1906 in Turin mit der Produktion von Automobilen, die 1907 vorübergehend eingestellt wurde, und 1910 wieder aufgenommen wurde. Dem Firmennamen „Aquila“ (ital. Adler) fügte man den Zusatz „Italiana“ hinzu, um sich von dem deutschen Automobilhersteller Adler zu unterscheiden. 1915 wurde die Automobilproduktion infolge des sich abzeichnenden Ausbruches des Ersten Weltkrieges zugunsten der Fertigung von Militärgütern eingestellt. 1917 übernahm der Automobilproduzent SPA, der später seinerseits in Fiat aufging, die Firma.

## Fahrzeuge
Es wurden verschiedene Modelle mit Vierzylinder- und Sechszylindermotoren produziert. Darunter befanden sich das Vierzylindermodell 12 HP von 1913 sowie ab 1912 das Sechszylindermodell 30/45 HP, dessen Motor aus 4200 cm³ Hubraum 60 PS leistete. Der 20/30 HP von 1913 hatte einen Vierzylindermotor mit 2614 cm³ Hubraum mit einer Bohrung von 80 mm und 130 mm Hub. Der 35/50 von 1913 hatte einen Sechszylindermotor mit ebenfalls 80 mm Bohrung und 130 mm Hub, welches einen Hubraum von 3921 cm³ bedeutete.
Ein Fahrzeug dieser Marke ist im Museo Nazionale dell’Automobile in Turin zu besichtigen.